# Gârbovi
Gârbovi es una comuna ubicada en el distrito de Ialomița, Rumania.

## Superficie
Cuenta con una superficie de 78,41 kilómetros cuadrados.

## Demografía
Hasta 2021 la población era de 3434 habitantes, con una densidad de población de 43,80 habitantes por kilómetro cuadrado.